# Hydrangea hirta
Hydrangea hirta es una especie de arbusto perteneciente a la familia Hydrangeaceae. Es originaria de Japón.   
Este es un arbusto bajo de hoja caduca, debido a que pierde las hojas todos los años, y crece ramificando y ampliando sus ramas, de igual manera crece desde las colinas y las montañas.
Su nombre japonés "Ko-ajisai" significa "Hortensia Pequeña" es debido a su pequeño tamaño, sus hojas son de máximo 8 cm y tienen una forma larga, ovalada y puntiaguda. Este arbusto florece en junio y muestra un conjunto de flores agrupadas sobre el tallo de color azul claro.

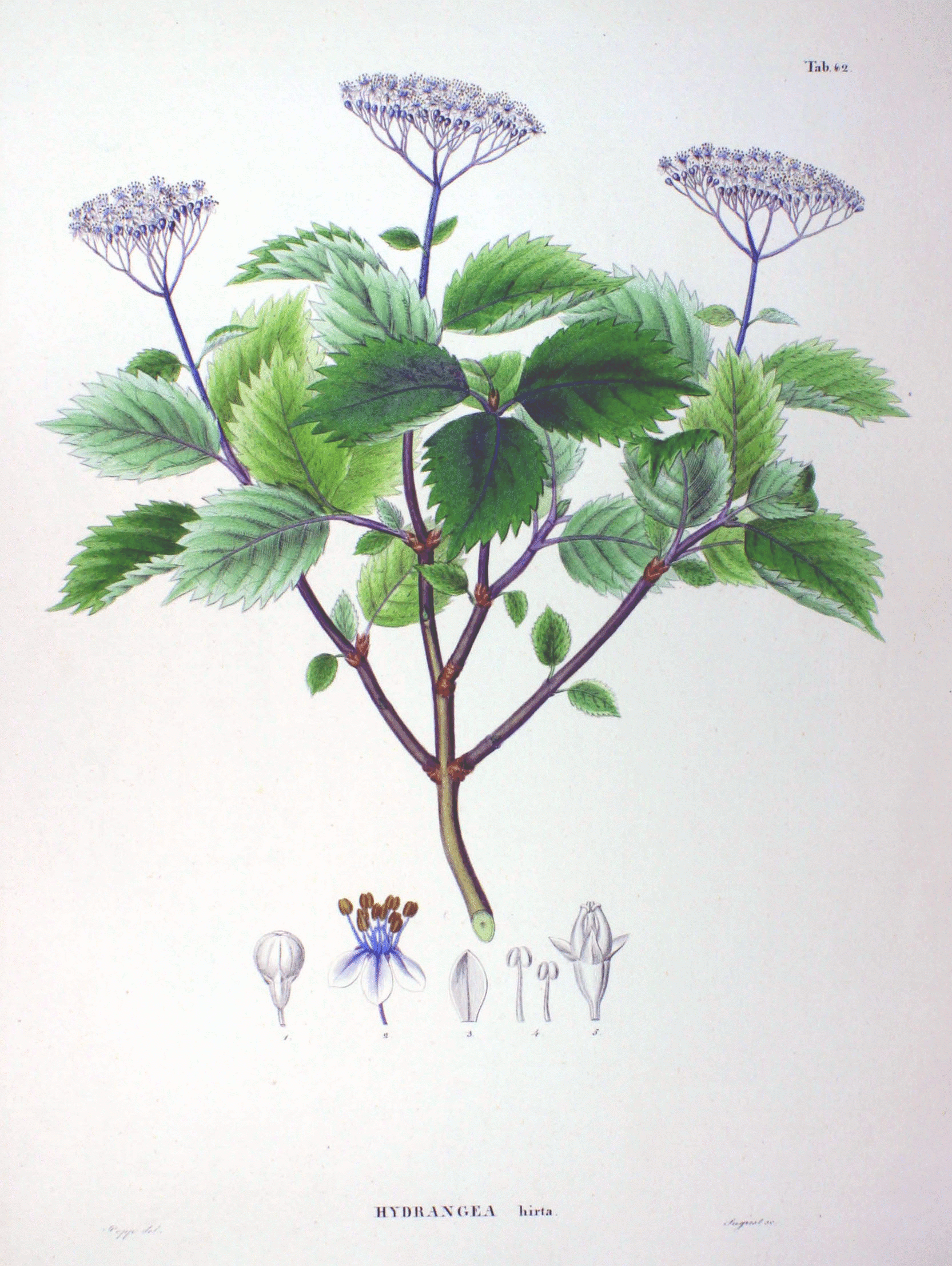
Ilustración

## Distribución y hábitat
Se encuentra en los bosques y matorrales en Honshu, Okinawa, Shikoku y el Monte Takao de Japón.
En el Monte Takao crecen una mezcla de plantas que pertenecen a zonas templadas, la Hydrangea Hirta incluida, esto ayudando a que pueda crecer en forma silvestre y se disfruten de sus variedades.

## Taxonomía
Hydrangea hirta fue descrita formalmente por Carl Peter Thunberg y Philipp Franz von Siebold  y publicado en Flora 11: 757. en el año 1828.
Etimología
Hydrangea: nombre genérico que deriva de las palabras griegas:  (ὕδωρ hydra) que significa "agua" y  ἄγγος (gea) que significa "florero"  o "vasos de agua" en referencia a la característica forma de sus cápsulas en forma de copa.
hirta: epíteto latíno que significa "peluda"
Sinonimia
- Viburnum hirtum Thunb. basónimo[2]